# Oleschnunatak
Der Oleschnunatak ist ein 1300 m hoher Nunatak in der Shackleton Range, einem Teil des Transantarktischen Gebirges im Coatsland östlich des Filchner-Ronne-Schelfeises.
Im Pioneers Escarpment ragt er zwischen dem Blanchard Hill und dem Whymper Spur aus dem Eis.
Der Nunatak wurde von Teilnehmern der Expedition GEISHA (Geologische Expedition in die Shackleton Range) des Alfred-Wegener-Instituts im Südsommer 1987/1988 nach dem deutschen Geologen Martin Olesch von der Universität Bremen benannt, der an mehreren Antarktisexpeditionen teilgenommen hatte.
Dieser und weitere 7 Namensvorschläge von GEISHA wurden zusammen mit 7 Vorschlägen aus den Expeditionen GANOVEX V und VII am 9./10. Mai 1994 vom Deutschen Landesausschuss für das Scientific Committee on Antarctic Research (SCAR) und für das International Arctic Science Committee (ISAC) bestätigt und ans SCAR gemeldet.